# مونجی، دیر زیرین
مونجی (به انگلیسی: Munjai) یک منطقهٔ مسکونی در پاکستان است که در خیبر پختونخوا واقع شده‌است.